# Emboscada a convoy en Hit (2005)
La emboscada al convoy en Hit fue una operación realizada por insurgentes iraquíes contra un contingente que transportaba provisiones militares para el ejército de los Estados Unidos. El convoy era acompañado de empresarios militares privados. Todos los empresarios fueron asesinados en estos hechos.

## La emboscada
El 9 de mayo de 2005, un convoy de provisiones dejó la base militar estadounidense en Al Asad, Irak. El convoy era acompañado por una comitiva de empresarios del ramo militar; 12 iraquíes, 4 sudafricanos y un japonés. Poco después de que salieron de la base, fueron divisados por los insurgentes. Estos prepararon una bien elaborada emboscada para el contingente.
Mientras los vehículos circulaban cerca de la ciudad de Hit, a 170 kilómetros al noroeste de Bagdad, los insurgentes atacaron. La emboscada era compleja y muy bien planeada, incorporando la utilización de múltiples dispositivos explosivos improvisados, lanzacohetes RPG-7, fuego de ametralladoras y de fusiles de asalto. Los vehículos quedaron atrapados y no pudieron retroceder a un sitio seguro. Por varias horas una sangrienta batalla se llevó a cabo, hasta la mañana siguiente, en que las fuerzas del convoy fueron arrasadas. Los helicópteros del ejército estadounidense llegaron al lugar poco después del amanecer. 
La propaganda insurgente mostraba los vehículos destruidos y algunos cadáveres de los soldados y empresarios abatidos, por toda la ciudad. 16 de los 17 empresarios fueron asesinados, siendo el japonés seriamente herido y capturado. Las bajas insurgentes, si es que las hubo, se desconocen.